# МузОбоз
«МузОбоз» (сокращение от «Музыкальное обозрение») — советская и российская музыкально-информационная телепрограмма Ивана Демидова, выходившая в эфир по пятницам вечером с 1 февраля 1991 года сначала по Первой программе ЦТ, затем по 1-му каналу Останкино и ОРТ. Производство телекомпании ВИD.

## История

### Появление
Идея новой программы родилась, когда в очередной раз был закрыт «Взгляд» и нужно было в течение двух недель чем-то заполнить вечерний эфир пятницы, который к тому моменту арендовала телекомпания «ВИD». Новую программу поручили сделать Ивану Демидову, в то время режиссёру программы «Взгляд». Перебрав все направления, Демидов решил создать первую в стране передачу о музыке, которая еженедельно рассказывала бы о новостях музыки. Программа получила название «Музыкальное обозрение», или сокращённо «МузОбоз». Для того, чтобы не тратить время на поиски ведущего, был придуман видеоряд с виртуальным ведущим: Демидов надел кожаную куртку и тёмные очки, а ассистент режиссёра записал, как он читает в таком виде стихотворение. Первый год эфира ведущий не озвучивал, как его зовут.
Премьера «Обоза» состоялась в пятницу вечером 1 февраля 1991 года по Первой программе ЦТ. Программа представляла собой короткую новостную музыкальную вставку с фрагментами концертов и записей выступлений звёзд. Над первым выпуском вместе с Демидовым работали музыкальный редактор программы «Взгляд» Марина Лозовая, журналист Эркин Тузмухамедов, ассистент режиссёра Олег Пучков, администраторы Светлана Михайлова и Наталия Хархардина. Работая над концепцией программы, Демидов по дороге на работу услышал песню «Bip Bop» группы Wings Пола Маккартни 1971 года, и в тот же день она стала неофициальным гимном «МузОбоза». Для начальной заставки была использована песня «Speak to me» американского певца Майкла Фрэнкса 1990 года. Каждый выпуск программы начинался со слов «Каждую пятницу в вечернем телеэфире специальная программа „Музыкальное обозрение“, достоверно о всех стилях и направлениях современной музыки», впоследствии последняя фраза была заменена на «…Достоверно о всех стилях и направлениях самой модной музыки» и стала девизом программы. Весной 1992 года Сергей Лемо́х из группы «Кар-Мэн» записал рэп-композицию «Музыкальный обоз» и снял на неё видео в качестве промо для программы «МузОбоз».
Программа была уникальна тем, что нашла общий язык с молодёжью, для которой был очень важен стиль. «МузОбоз» первым рассказал о жизни музыкантов, их репетициях и гастролях, и стал самой рейтинговой передачей о музыке. «МузОбоз» примирил движения «рок» и «поп», разногласия между которыми изначально обострял «Взгляд». Российская рок- и поп-музыка, видеоклипы звёзд зарубежной эстрады и актуальные новости шоу-бизнеса были отлично скомпилированы в получасовом формате. Демидов стал самым популярным человеком, связанным с музыкой в России. Программа выходила по Первой программе ЦТ, а затем по 1-му каналу Останкино и впоследствии по ОРТ. С 25 октября 1992 года по 5 августа 1993 года повторные выпуски программы выходили на телеканале «2x2».
В октябре 1991 года вышел выпуск «МузОбоза», посвящённый гибели Игоря Талькова. В студии телецентра «Останкино» собрались участники концерта во дворце спорта «Юбилейный» в Санкт-Петербурге, на котором был убит Тальков 6 октября.
В 1992 году знаковым событием для российского музыкального телеэфира стало проведение концертных площадок «МузОбоза». Для подавляющего количества молодых исполнителей того времени они являлись стартовыми площадками на большую эстраду. 14 и 15 марта 1992 года на «Площадке «Обоза» во Дворце спорта «Динамо» выступили Лика Эм Си, Сергей Чумаков, Валерия, «Мальчишник», Игорь Куприянов и Богдан Титомир. Перед выступлением Титомира Демидов поздравил его с предстоящим юбилеем. Программа вышла в эфир 1-го канала Останкино в пятницу, 10 апреля. 22 мая 1992 года вышел выпуск программы «Площадка «Обоза», съёмка которой впервые состоялась во «Дворце спорта Лужники». На сцене тогда выступили «Кар-Мэн», Анжелика Варум, «На-На», Лада Дэнс, Игорь Силиверстов, «Лицей» и «Технология». 12 марта 1993 года «Площадка «Обоза» вышла с участием группы «Кар-Мэн». 20 августа 1993 года в рамках «Площадки «Обоза» был показан концерт памяти Виктора Цоя «Звезда по имени Солнце».
В 1993 году, спустя два года вещания, клипмейкер Михаил Хлебородов создал для «МузОбоза» съёмки ведения передачи, при которых Демидов представал в пяти разных образах ведущего, исходя из самых популярных в то время молодёжных стилей. Для финальных кадров передачи режиссёр придумал трюк с прибитым стулом на стене, при котором ведущий сообщает о том, что на сегодня новостей больше нет, а после этого бросает листки бумаги вверх. По словам Демидова, видеоклипы, которые были интересны ему, он размещал в эфире бесплатно, а те ролики, которые были интересны только исполнителю или его продюсеру — за деньги.
В 1994 году Демидов на базе программы «МузОбоз» организовал концертный тур по регионам России с названием программы «Площадка „Обоза“», который оказался популярным и собирал большие аудитории в провинциальных городах.
С января 1995 года Демидов совместно с Евгением Додолевым стал выпускать одноимённую газету, с 1996 года и одноимённый журнал, который возглавил Андрей Вульф. В 1996 году «Обоз» — уже развернутая программа в концертном зале «Россия», шоу, где выступления звёзд и интервью с ними чередуются с репортажами о наиболее ярких музыкальных событиях недели.

### Изменение концепции
В начале 1996 года была изменена концепция передачи и с тех пор «Музобоз» стал музыкальным шоу с привлечением гостей в студию и диалогов с ними. Из прошлых рубрик сохранились «Именинники недели» и «Новости». Став директором телеканала «ТВ-6 Москва», Демидов стал меньше уделять внимания «Музобозу», перестал быть основным ведущим программы, которыми стали его молодые коллеги Отар Кушанашвили и Лера Кудрявцева.
«МузОбоз» стал музыкальным ток-шоу с участием гостей, ведущими шоу стали Отар Кушанашвили и Лера Кудрявцева. Затем программа была переформатирована в музыкальное соревнование, и в таком виде она выходила до 2000 года. 
Исследователь русского шоу-бизнеса Фёдор Раззаков так написал об этом периоде развития передачи:

В то время как часть молодёжи буквально тащилась от демидовского «Музобоза», другая часть в его сторону плевалась. Последние считали, что рекламировать безголосую попсу — верх цинизма и продажности. Кроме этого, у последних были и другие серьёзные претензии к «главному рулевому». Рупором этой части молодёжной аудитории стал известный музыкальный критик Артемий Троицкий.

Претензии заключались в продюсировании Демидовым «низкопробного» музыкального продукта в ущерб популяризации качественных продуктов русской музыки.
В январе 1997 года передача перешла с ОРТ на ТВ-6 и стала записываться не в ГЦКЗ «Россия», а в телецентре «Останкино». После этого в качестве гостей передачи начинают появляться не только эстрадные звезды, но и академические музыканты.

### Преобразование и закрытие
С 25 сентября 1998 года программа стала называться «Обоzzz-шоу» и её стали вести Отар Кушанашвили и Лера Кудрявцева. С марта 1999 года программа строится по соревновательному принципу, выступления шести артистов оценивают зрители и определяют лучшего. Тогда же производство программы перешло к вещателю ТВ-6 в лице МНВК, который в начале 2000 года и принял окончательное решение о закрытии программы. По словам продюсера Елены Демидовой:

Так получилось, что торговая марка «МузОбоз» принадлежит телекомпании «ВИД» и ТВ-6 не имеет на неё никаких прав. Мы думали о том, стоит ли запускать аналогичную программу с другим названием, но решили пойти дальше и закрыть «МузОбоз» совсем. «МузОбоз» — это эпоха, которая завершилась".

## Оценки
Программа «МузОбоз» Ивана Демидова рассматривается доктором филологических наук Валерием Цвиком в учебнике «Введение в журналистику» как классический пример на телевидении второго типа работы журналиста: группировки однородных событий и фактов с определённой авторской целью, рассмотрение их взаимодействия и поиске общего в единичном, в подтипе обозрение (которое широтой использованного материала и хронологическими рамками отличается от комментария, в центре которого единичный факт или событие).
Исследователь русского шоу-бизнеса Фёдор Раззаков пишет, что «Музобоз» принёс Ивану Демидову в феврале 1991 года славу и известность. Относительно оценки передачи Раззаков пишет, что она «изначально не претендовала на звание интеллектуальной», и ставка в ней делалась «на тиражирование развесистой попсы». Раззаков пишет, что Демидов выбрал удачный имидж — «эдакий отстранённый молодой человек в чёрных очках „а-ля Элвис Пресли“» и беззастенчиво его тиражировал несколько лет.

## Пародии
- В 1991 году команда КВН УПИ показала пародию «Музыкальный совхоз», предварявшую сатирический номер «Гимн со смыком».[30]
- Две пародии на «Музобоз» были показаны в юмористической телепередаче «Оба-на!».
  - В первой версии Ивана Демидова пародировал Игорь Угольников. Передача включала в себя пародии на Богдана Титомира (Николай Фоменко) и Александра Малинина (Евгений Воскресенский).[31].
  - Вторая версия включала в себя пародии на разные рубрики программы («Хит-парад» и «Записная книжка»), а также выступления разных исполнителей, среди которых группа «Ночная рубашка», Александр Грознов-Небуйный, Липа Аш два О[32], Сергей Сапох и группа «Пель-мэн» и другие. Пародии, тексты которых написали Сергей Белоголовцев и Василий Антонов,  были исполнены Игорем Угольниковым и комик-театром «Группа товарищей» (Игорь Евстифеев, Сергей Таланов, Николай Рыбаков, Владимир Живодёров), а «великого кормчего „Музогрыза“ Демьяна Иванова» сыграл актёр Вадим Долгачёв.[33]
- «Музыкальный электровоз» — одна из постоянных рубрик юмористического шоу «ОСП-студия». Вел рубрику «Сергей Белый», имидж которого пародировал имидж Ивана Демидова.